# Roberto Ivens
Pour les articles homonymes, voir Ivens.
Roberto Ivens (né le 12 juin 1850 à Ponta Delgada et mort le 28 janvier 1898 à Oeiras) était un officier de la marine portugaise, géographe, administrateur colonial et explorateur portugais de l'Afrique.